# تلفيرية مجدولة
تلفيرية مجدولة (الاسم العلمي:Telfairia volubilis) هي نوع غير مؤكد من النباتات يتبع جنس التلفيرية من الفصيلة القرعية.